# Jiří Kittner
Jiří Kittner (* 5. ledna 1963 Liberec) je český politik, ekonom, od roku 1999 do roku 2010 primátor statutárního města Liberce a od 9. září 2011 do 26. března 2013 ekonomický ředitel Krajské nemocnice Liberec. Je členem Občanské demokratické strany.

## Životopis
Jiří Kittner se narodil v roce 1963 v Liberci, kde absolvoval základní školu v Husově ulici, po které pokračoval na Střední průmyslové škole strojní a elektrotechnické v oboru Měřící a automatizační technika. Po maturitě v roce 1982 nastoupil ke studiu na Vysoké škole ekonomické v Praze, v oboru Ekonomické informace a kontrola. Po jejím absolvování nastoupil do státního podniku Preciosa jako ekonom a později vedoucí provozu. Roku 1991 pak přešel do Komerční banky na úsek úvěrů. V roce 1994 se stal ekonomem ve stavební firmě Syner, kde poté působil ve funkci obchodního ředitele. Od roku 1998 působí v liberecké komunální politice. Od 9. září 2011 do 26. března 2013 byl ekonomickým ředitelem liberecké nemocnice.
Jiří Kittner je podruhé ženatý a má dceru Janu.

## Politická kariéra
V komunálních volbách v roce 1998 byl Kittner zvolen do zastupitelstva a Rady města Liberce. Po odvolání Jiřího Ježka v prosinci 1999 se stal libereckým primátorem. Tuto funkci obhájil i ve volbách v letech 2002 a 2006. V komunálních volbách v roce 2010 byl zvolen do zastupitelstva, ve funkci primátora ho však nahradil Jan Korytář. Ve volbách v roce 2014 již nekandidoval.
Od roku 2004 byl zastupitelem Libereckého kraje, na tento post rezignoval 24. října 2011 kvůli možnému střetu zájmu při vykonávání své nové profese ekonomického ředitele Krajské nemocnice Liberec.
Ve volebním období 2008-2012 byl členem Finančního výboru zastupitelstva Libereckého kraje.
Zastával velké množství funkcí, např. ve firmách: TERMIZO a.s., Dopravní podnik měst Liberce a Jablonce nad Nisou, a.s. (dříve Dopravní podnik měst Liberec a Jablonec nad Nisou, a.s.), Spacium, o.p.s., Teplárna Liberec, a.s., Liberecká IS, a.s., Energetická agentura Trojzemí, o.p.s., Veřejně prospěšné práce Liberec, o.p.s., Sportovní areál Ještěd a.s. 
Dosud působí jako předseda dozorčí rady v Severočeské vodárenské společnosti a.s.

## Obvinění z trestných činů
16. září 2011 byl Jiří Kittner obviněn z trestného činu zneužití pravomoci veřejného činitele a porušování povinnosti při správě cizího majetku, kterých se dopustil ve funkci primátora města Liberce. Spolu s Jiřím Kittnerem byli obviněni také dva Kittnerovi spolustraníci - jeho bývalý náměstek Pavel Krenk a bývalý městský zastupitel Jiří Zeronik. Všichni tři byli obviněni pro účelově ztrátové nakládání s majetkem města Liberce.
V prosinci 2012 navrhla Kittnera obžalovat protikorupční policie, rovněž kvůli podvodům s městským majetkem.
Liberecký krajský soud počátkem léta 2014 žalobu zamítl.